# محاولة انقلاب 2004 في تشاد
المحاولة الانقلابية التشادية في 16 مايو 2004 هي محاولة انقلاب عسكري فاشلة ضد الرئيس التشادي إدريس ديبي إتنو.

## تفاصيل محاولة الانقلاب
تم تقديم محاولة الانقلاب في البداية من قبل الحكومة على أنها تمرد عسكري مُسيطر عليها، حيث أكد وزير الإعلام مختار وادجب لبي بي سي أن التمرد قد انتهى دون إطلاق رصاصة، وأنه لم يقتل أحد. فقد تم قمع التمرد بسرعة من قبل القوات الموالية بعد تبادل قصير لإطلاق النار، وتم اعتقال حوالي 80 متمردا وزعيمهم، العقيد بشير حجار. فيما اعترف الرئيس لاحقا بخطورة ما حدث. في خطاب متلفز إلى الأمة في 18 مايو، أكد ديبي أن عناصر من الحرس الوطني الرُّحّل التشادي (GNNT) والحرس الرئاسي حاولوا اغتياله: «حاولت مجموعة من الضباط المتعصبين والمتلاعبين تعطيل عمل المؤسسات الجمهورية ليلة 16 مايو ... هدفهم كان اغتيال الرئيس».

## الدوافع
يرى المراقبون أن هناك سببين رئيسين وراء محاولة الانقلاب الفاشلة: أولهما، والأكثر وضوحًا، مرتبط بقرار ديبي البحث عن ولاية رئاسية ثالثة، وتعديل الدستور بمساعدة الأغلبية القوية التي يمكن أن يعتمد عليها في جمعية تشاد الوطنية؛ وبالتحديد في يوم الانقلاب، كان يجري التعجيل بالتعديلات الدستورية الضرورية من خلال البرلمان. وأدى ذلك إلى توترات قوية في الدوائر الداخلية للسلطة، وخاصة بين قبيلة الزغاوة. وشهد الانقلاب مشاركة كبار ضباط الزغاوة، وكان يُعتقد أن حلفاء سياسيين مهمين لديبي شاركوا، مثل دوسا ديبي، الأخ غير الشقيق للرئيس، وتوأم إرديمي، توم وتيمام، أبناء أخ ديبي. ثبت أن الشكوك بشأن دوسا ديبي لا أساس لها من الصحة، بينما اتهمت الحكومة في 12 ديسمبر 2005 الأخوين إرديمي بأنهم العقل المدبر الحقيقي وراء الانقلاب الفاشل.
سبب آخر محتمل قد يكون مرتبطا بقرارات السياسة الخارجية لديبي فيما يتعلق بنزاع دارفور. في الصراع بين متمردي دارفور والجنجاويد المدعومين من السودان، في ذلك الوقت كان ديبي يحاول الحفاظ على علاقات جيدة مع السودان، وهو خيار أغضب
العديد من كبار الضباط التشاديين، حيث أن كثير منهم كانوا يدعمون المتمردين لوجستياً وسياسياً ومالياً. ساءت العلاقات مع السودان بشكل كبير في العام التالي، مما أدى إلى الصراع التشادي السوداني.